# 贝洛新城
贝洛新城（法語：Villeneuve-sur-Bellot，法語發音：[vilnœv syʁ bɛlo] ⓘ，意即为“贝洛上方的新城”）是法国塞纳-马恩省的一个市镇，属于普罗万区。

## 地名
与通常在法语地名中表示“在……河畔”之意的“sur”不同，该地名“Villeneuve-sur-Bellot”中的“sur”意为“在……上方”，表示名为新城（Villeneuve，单独使用时音译作“维勒讷沃”）的该地与贝洛（Bellot）的位置关系，并以“贝洛上方的新城”之名区分其他的“新城”，且事实上在该地附近也并无“贝洛河”存在。

## 地理
贝洛新城（48°51'47"N, 3°20'31"E）面积9.52 平方千米，位于法国法蘭西島大區塞纳-马恩省，该省份为法国北部内陆省份，北起瓦兹省，西接埃松省、马恩河谷省、塞纳-圣但尼省和瓦兹河谷省，南至卢瓦雷省，东南接约讷省，东临马恩省和奥布省，东北接埃纳省。
与贝洛新城接壤的市镇（或旧市镇、城区）包括：贝洛、翁德维利耶、萨布洛尼耶尔、韦尔德洛。
贝洛新城的时区为UTC+01:00、UTC+02:00（夏令时）。

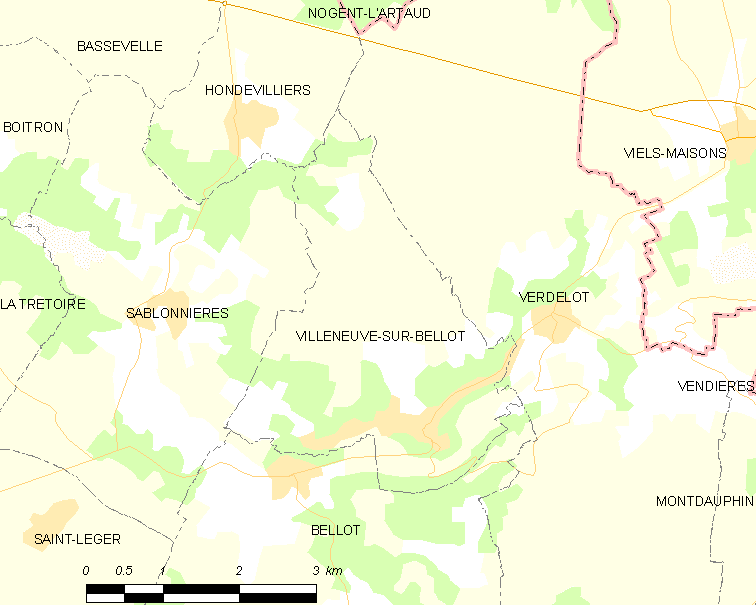
贝洛新城的OSM定位图

## 行政
贝洛新城的邮政编码为77510，INSEE市镇编码为77512。

## 政治
贝洛新城所属的省级选区为库洛米耶县。

## 人口

1962-2008年间贝洛新城人口变化图示

贝洛新城于2022年1月1日时的人口数量为1143人。